# Port lotniczy Montpellier
Port lotniczy Montpellier – międzynarodowy port lotniczy położony 10 km na południowy wschód od centrum Montpellier, w regionie Langwedocja-Roussillon, w południowej Francji.
Na lotnisku znajduje się kampus École nationale de l'aviation civile (francuskiego uniwersytetu lotnictwa cywilnego).

## Linie lotnicze i połączenia
| Linia lotnicza        | Kierunek |
| --------------------- | --- |
| Air Algerie           | 1. Algier 2. Oran |
| Air Arabia Maroc      | 1. Casablanca 2. Fez 3. Nador 4. Oujda 5. Tanger |
| Air France            | 1. Paryż-Charles de Gaulle |
| British Airways       | 1. Londyn-Gatwick |
| Discover Airlines     | Sezonowo: 1. Frankfurt |
| EasyJet               | 1. / Bazylea/Miluza/Fryburg 2. Londyn-Gatwick Sezonowo: 1. Londyn-Luton |
| KLM                   | 1. Amsterdam |
| Luxair                | 1. Luksemburg |
| Norwegian Air Shuttle | Sezonowo: 1. Kopenhaga 2. Oslo |
| Royal Air Maroc       | 1. Casablanca |
| SAS                   | Sezonowo: 1. Kopenhaga 2. Sztokholm-Arlanda |
| Transavia             | 1. Algier 2. Lizbona 3. Madryt 4. Marrakesz 5. Nantes 6. Oran 7. Paryż-Orly 8. Rennes 9. Sewilla 10. Stambuł 11. Tunis Sezonowo: 1. Ateny 2. Berlin 3. Heraklion 4. Konstantyna 5. Rabat 6. Rzym-Fiumicino 7. Rotterdam |
| Volotea               | 1. Brest-Bretagne 2. Caen 3. Lille 4. Nantes 5. Strasburg Sezonowo: 1. Ajaccio 2. Bastia 3. Deauville 4. Menorka |